# Lingue choco
La famiglia di lingue chocó si estende nella zona orientale di Panama (in modo particolare nel Darién) e nell'area estrema nord-occidentale della Colombia (Dipartimento di Chocó). Si contano circa 96 300 parlanti di queste lingue.
A questa famiglia appartengono lingue con caratteristiche simili alle altre lingue presenti sul territorio, come le lingue maya e le chibcha. Con quest'ultima, che rappresenta una delle famiglie più estese nel territorio del centro e del sud, si ipotizza un collegamento.

## Lingue della famiglia
Due sono le lingue principali appartenenti alla famiglia choco: il wounaan (o waunana) e l'emberá (o ẽpẽrá).
Il wounaan era parlato da 8000 persone nel 1998, con piccole differenze dialettali, mentre l'emberá ha un numero di parlanti stimato a più di 80.000, con un territorio che si è espanso in particolar modo nella provincia ecuatoriana di Esmeraldas nel 1964. L'emberá raggruppa numerosi dialetti. Lingue estinte come il quimbaya ed il sinú potrebbero essere imparentate con le lingue chocó, ma la questione rimane una congettura non dimostrata.

### Classificazione moderna delle lingue chocó
- I - Waunana (Noanamá, Wounaan, Woun Meu): 6.000 parlanti (1988)[6]
  - Pizarro
  - Istmina
  - Curiche
  - Provincia di Panama
  - Provincia di Darién

- II - Emberá
  - A. Embera norteño
    - a. Catío (Katío): 15.040 (1992)[7]
      - Dabeiba
      - Tukurá (Río Verde, alto Sinú o Emberá-Katío)
      - Ngverá (San Jorge)
      - Jaidukama (Ituango)
      - Cémaco (nord-est di Panama)

    - b. Darién (Embera nordoccidentale): 60.200 (2000-2001)[8]; 60.000 (2005)[9]
      - Sambú (sud-est di Panama)
      - Juradó
      - Citará (basso Andágueda)

  - B. Embera del sud
    - a. Chamí (Caramanta, Embera-Chamí o Embera orientale): 5.510 (2001)[10]
      - Cristianía
      - Alto Andágueda
      - Mistrató
      - Tadó
      - Garrapatas

    - b. Baudó (basso Baudó): 5.000 (1995)[11]
      - Catrú
      - Dubasa
      - Purricha
      - Pavaja

    - c. Eperã (Epena): 3.550 (2000-2004)[12]
      - Joaquincito
      - Cajambre
      - Naya
      - Saija
      - Tapaje
      - Satinga

Nel 2000, sono stati recensiti a Panama 22485 Emberá e 6882 Wounaan. In Colombia si contano 72692 indigeni di questa etnia, fra i quali 71412 sono Embera e 1280 Wounaan.
Le lingue degli altri gruppi estinti che potrebbero essere relazionati con le lingue chocó sono:
- III - Probabilmente choco
  - Anserma (†)
  - Cauca (†)?
  - Caramanta (†)?
  - Sinù(†)?
  - Sinúfana (Zenufara) (†)?
  - Quimbaya(Kimbaya) (†)?
  - Runa (†)